# Akbar (Basilan)
Akbar ist eine philippinische Stadtgemeinde in der Provinz Basilan. Sie wurde durch den Muslim Mindanao Act Nr. 193, der am 22. Mai 2006 in einer Volksabstimmung ratifiziert wurde, gegründet. Die Stadtgemeinde besteht aus neun Baranggays, die zuvor zu Tuburan gehörten.

## Baranggays
Akbar ist politisch unterteilt in neun Baranggays.
- Caddayan
- Linongan
- Lower Bato-bato
- Mangalut
- Manguso
- Paguengan
- Semut
- Upper Bato-bato
- Upper Sinangkapan